# Ameianoite
"Ameianoite" é uma canção das artistas brasileiras Pabllo Vittar e Gloria Groove, gravada para o quinto álbum de estúdio de Vittar, Noitada (2023). A canção foi lançada para download digital e streaming através da Sony Music Brasil, como segundo single do álbum em 20 de outubro de 2022.
A canção faz alusões sobre as séries Wednesday, Chilling Adventures of Sabrina e o videoclipe conta com conceito inspirado em The Blair Witch Project e American Horror Story.
Para o álbum After (2024), “Ameianoite” ganhou um remix produzido pela musicista Clementaum, com participação adicional da cantautora Siamase.

## Lançamento e promoção
A divulgação do single começou com publicações misteriosas de Vittar e Groove nas redes sociais anunciando seu próximo single, onde foi divulgado um mix de teasers misteriosos de seitas, pentagramas e bruxas. Após algumas semanas de mistério, os artistas anunciaram o seu retorno com o single "Ameianoite", que seria lançado em 20 de outubro. "Ameianoite" foi lançada para download digital e streaming como o segundo single do álbum de Vittar em 20 de outubro de 2022.

## Videoclipe
Dirigido por Nogari, o videoclipe inicia mostrando um jantar entre uma família comum, porém quando o relógio bate meia-noite o clima muda por completo e somos jogados em um mundo com muito misticismo, sensualidade e coreografia. Fazendo uma mistura entre o pop, eletrônico e funk "Ameianoite" conta com conceito inspirado em The Blair Witch Project e American Horror Story, celebrando o feminino e marca o aguardado encontro entre duas dos maiores nomes do pop nacional.

## Apresentações ao vivo
Vittar e Groove apresentaram "Ameianoite" pela primeira vez no Música Boa Ao Vivo em 8 de novembro de 2022. Em 3 de dezembro, Vittar performou a canção no Caldeirão com Mion. Em 29 de janeiro de 2023, Vittar performou a canção no Domingão com Huck. Em 18 de março, Vittar performou a canção no Altas Horas.

## Faixas e formatos
| Download digital / streaming |              |         |  |
| N.º                          | Título       | Duração |  |
| 1.                           | "Ameianoite" | 2:45    |  |

## Desempenho comercial
A faixa se tornou o single mais ouvido na plataforma Deezer, com grande audiências em países como Brasil, Estados Unidos, Portugal e França. Pabllo Vittar teve um crescimento na plataforma digital de 94% no Brasil e 91% no mundo em streams e 42% no Brasil e no mundo em usuários únicos. Já Gloria Groove, cresceu 47% no Brasil e no mundo em streams e 25% no Brasil e no mundo em usuários únicos, no mesmo período.

## Histórico de lançamento
| Região | Data                  | Formato(s)                 | Versão   | Gravadora(s)      | Ref.  |
| ------ | --------------------- | -------------------------- | -------- | ----------------- | ----- |
| Várias | 20 de outubro de 2022 | Download digital streaming | Original | Sony Music Brasil | [ 6 ] |